# Стрелков Ігор Костянтинович
Ігор Костянтинович Стрелков (1929, тепер Російська Федерація — ?) — радянський державний і комуністичний діяч, 2-й секретар ЦК КП Латвії. Депутат Верховної Ради Латвійської РСР 10-го скликання. Депутат Верховної Ради СРСР 10-го скликання. Кандидат економічних наук.

## Життєпис
З 1947 року — технолог в науково-дослідному інституті, майстер заводу в місті Тулі.
Член КПРС з 1952 року.
Закінчив Тульський механічний інститут.
З 1953 року — на комсомольській та профспілковій роботі.
У 1965—1976 роках — 2-й секретар Тульського міського комітету КПРС; 1-й секретар Тульського міського комітету КПРС; секретар Тульського обласного комітету КПРС.
Закінчив Академію суспільних наук при ЦК КПРС у Москві.
У 1976 — січні 1978 року — в апараті ЦК КПРС.
24 січня 1978 — 17 жовтня 1980 року — 2-й секретар ЦК КП Латвії.
Подальша доля невідома.

## Нагороди
- ордени
- медалі